# Windermere (stad i England)
Windermere är en stad i civil parish Windermere and Bowness, i distriktet Westmorland and Furness, i grevskapet Cumbria, i Storbritannien. Staden är belägen 57 kilometer från Carlisle. Orten har 5 000 invånare (2016). Civil parish hade 6 562 invånare år 1961.